# Chandyga
Chandyga (ros. Хандыга) – osiedle typu miejskiego w azjatyckiej części Rosji, w Jakucji; ośrodek administracyjny ułusu tompońskiego.
Leży na wschodnim krańcu Niziny Środkowojakuckiej, na prawym brzegu Ałdanu; ok. 300 km na wschód od Jakucka; 6638 mieszkańców (2010); przemysł materiałów budowlanych, spożywczy; muzeum geologiczne; przystań rzeczna. Przez miejscowość przebiega Trakt Kołymski.